# Robert Baer
Robert Booker Baer (Los Angeles, 1º luglio 1952) è uno scrittore ed ex-agente segreto statunitense.
Baer crebbe ad Aspen in Colorado e aspirava a diventare uno sciatore professionista.
Dopo un non brillante anno scolastico alla scuola superiore, sua madre lo manda alla Culver Military Academy (Accademia militare di Culver) dell'Indiana.
Nel 1976 entra alla University of California a Berkeley e decide di entrare nel Directorate of Operations ("Direttorio delle operazioni") della CIA come ufficiale.
Durante la sua carriera di 20 anni alla CIA è stato assegnato a Madras e Nuova Delhi in India, a Beirut in Libano, a Dušanbe in Tagikistan e a Salah al-Din in Iraq.
Nel 2003 pubblica il libro La disfatta della CIA e successivamente Dormire con il diavolo. Ad essi si è ispirato il film Syriana.